# Aloe ankoberensis
Aloe ankoberensis är en grästrädsväxtart som beskrevs av Michael George Gilbert och Sebsebe Demissew. Aloe ankoberensis ingår i släktet Aloe och familjen grästrädsväxter. Inga underarter finns listade i Catalogue of Life.